# Sant Martí Xic
Sant Martí Xic és una ermita del municipi de les Masies de Voltregà (Osona) inclosa en l'Inventari del Patrimoni Arquitectònic de Catalunya.
Està situada a tocar del recinte del castell de Voltregà, als seus peus. Antigament, un mur incloïa aquest edifici dintre el recinte del castell.

## Història
Fou des dels seus inicis una capella i després tingué funcions parroquials, depenent dels senyors del castell, fins que finalment passà a dependre del domini episcopal. Es conegué primerament com a Sant Martí de Voltregà o Sant Martí del castell, fins que la creença popular de la seva petitesa li donà el nom de Sant Martí Xic. Les primeres notícies es remunten a l'any 1097, quan el sacerdot Ermemir deixà dos sesters de pa i de vi per la seva edificació, que deu correspondre a l'edifici actual. A partir de 1110 hi ha constància del seu funcionament com a parròquia. Al mateix temps comencen a documentar-se abundoses deixes de terres i diners, en les quals destaquen principalment les dels senyors del castell, patrons de l'església i principalment la que l'any 1242 li feu Beatriu de Cabrera, vídua de Guerau de Castelló, senyora de Voltregà, que li donà el mas de Gallissans. Els Cabrera de la línia de castlans del castell, continuaren fent importants donacions, essent les més importants les dels anys 1286, 1298 i 1330. Quan els bisbes de Vic va comprar el castell de Voltregà al vescomte de Cabrera, Bernat IV, l'any 1370, també esdevingueren patrons de l'església. Hi tingueren un sacerdot beneficiat que tenia cura de l'església amb l'obligació de celebrar quinze misses l'any. Al segle xv li fou llevat el títol de parròquia atès que la majoria dels habitants de l'indret deixaven la muntanya i anaven a viure a la plana. A partir de 1656, l'església de Sant Martí es fusionà amb la parròquia de Sant Hipòlit de Voltregà. La falta de culte va portar a l'abandó i posterior ruïna de la capella, fins que l'any 1984 va ser restaurada.

## Arquitectura
Temple molt curiós per les seves proporcions. Ha conservat tota la seva estructura en els seus elements primitius. L'únic afegitó fet en el transcurs de la seva història fou el campanar d'espadanya sobre el mur oposat a l'absis.
Planta rectangular d'una sola nau capçada a llevant per un absis semicircular. És coberta amb una volta de canó reforçada per un únic arc toral. Les cobertes eren inexistents; la de la nau ha estat resolta amb teules àrabs mentre que la de l'absis ho és amb lloses de pedra molt ben tallades i rejuntades. Per sota d'aquesta coberta hi ha una filada de pedres rectangulars molt regulars col·locades en la restauració a manera de cornisa. El mur de tancament de la nau pel cantó de llevant s'alça pel damunt del nivell de la teulada. L'aparell és de carreus de pedra calcària, escairats i de mides molt irregulars, disposats en filades irregulars agafats amb morter de calç. La porta d'entrada s'obre a migjorn, resolta amb arc de mig punt fet de dovelles ben tallades. En aquest mateix cantó hi ha una finestra de mig punt i una altra d'igual al cantó de ponent que, amb la que hi ha al fons de l'absis, completa la il·luminació de l'església.